# Sulcicnephia stegostyla
Sulcicnephia stegostyla är en tvåvingeart som först beskrevs av Rubtsov 1961.  Sulcicnephia stegostyla ingår i släktet Sulcicnephia och familjen knott. Inga underarter finns listade i Catalogue of Life.